# ۱۵ ذی‌القعده
۱۵ ذیقعده، پانزدهمین روز از ماه ذیقعده در تقویم هجری قمری است.
در تقویم هجری قمری قراردادی این روز سیصد و دهمین روز سال است.

## وقایع
- قلع و قمع بازماندگان بنی امیه توسط بنی عباس. (۱۳۲ ق)

## زادگان
- ۴۱۰ - ابن ناقیا بغدادی، فقیه، فیلسوف، زبان‌شناس، ادیب و شاعر عربی عراقی
- تولد علامه «میرزا محمد حسین نایینی» مدرس و مرجع بزرگ تقلید شیعه. (۱۲۷۶ ق)

## درگذشتگان
- «ابن فاخر» لغت‌شناس مسلمان. (۵۰۰ ق)
- ۹۲۲ - عایشه باعونیه، صوفی و شاعر شامی.